# Chocolate Factory
Albums de R. Kelly
The Best of Both Worlds
(2002) Happy People/U Saved Me
(2004)
Chocolate Factory est le 5e album studio en solo du chanteur de R'n'B américain R. Kelly, sorti en février 2003.
L’album entrera immédiatement n°1 du Billboard américain avec 532 000 copies écoulées la 1re semaine (env. 3 000 000 au total).
Ignition (Remix) fut choisi pour être le 1er single (#2 US, #1 UK, #38 FR), un choix très risqué, au vu des paroles, pour quelqu’un qui est impliqué dans des affaires sexuelles.
En bonus, 7 titres rescapés de Loveland, l'album sauvagement piraté et mort-né sur le marché noir en 2002, sur lequel se trouve "The World’s Greatest" tiré du film Ali.
Chocolate Factory est la 7e meilleure vente d'album aux États-Unis en 2003, avec 2 439 536 copies vendues.

## Liste des titres
| 1.  | Chocolate Factory                           |  |
| 2.  | Step in the Name of Love                    |  |
| 3.  | The Heart of a Woman                        |  |
| 4.  | I'll Never Leave                            |  |
| 5.  | Been Around the World (feat. Ja Rule)       |  |
| 6.  | You Made Me Love You                        |  |
| 7.  | Forever                                     |  |
| 8.  | Dream Girl                                  |  |
| 9.  | Ignition                                    |  |
| 10. | Ignition (Remix)                            |  |
| 11. | Forever More                                |  |
| 12. | You Knock Me Out                            |  |
| 13. | Step in the Name of Love (Remix)            |  |
| 14. | Imagine That                                |  |
| 15. | Showdown (feat.Ronald Isley alis Mr. Biggs) |  |
| 16. | Snake (Kelly) (feat. Big Tigger)            |  |
| 17. | Who's That (feat. Fat Joe)                  |  |

| 1. | Loveland             |  |
| 2. | What Do I Do         |  |
| 3. | Heaven I Need a Hug  |  |
| 4. | The World's Greatest |  |
| 5. | Far More             |  |
| 6. | Raindrops            |  |
| 7. | Apologies of a Thug  |  |

## Classement dans les charts
| Parcours de l'album dans les charts | Parcours de l'album dans les charts | Parcours de l'album dans les charts | Parcours de l'album dans les charts | Parcours de l'album dans les charts | Parcours de l'album dans les charts | Parcours de l'album dans les charts | Parcours de l'album dans les charts | Parcours de l'album dans les charts | Parcours de l'album dans les charts | Parcours de l'album dans les charts | Parcours de l'album dans les charts | Parcours de l'album dans les charts | Parcours de l'album dans les charts | Parcours de l'album dans les charts | Parcours de l'album dans les charts | Parcours de l'album dans les charts | Parcours de l'album dans les charts | Parcours de l'album dans les charts | Parcours de l'album dans les charts | Parcours de l'album dans les charts | Parcours de l'album dans les charts | Parcours de l'album dans les charts | Parcours de l'album dans les charts | Parcours de l'album dans les charts | Parcours de l'album dans les charts | Parcours de l'album dans les charts | Parcours de l'album dans les charts | Parcours de l'album dans les charts | Parcours de l'album dans les charts | Parcours de l'album dans les charts |
| Semaine                             | 01                                  | 02                                  | 03                                  | 04                                  | 05                                  | 06                                  | 07                                  | 08                                  | 09                                  | 10                                  | 11                                  | 12                                  | 13                                  | 14                                  | 15                                  | 16                                  | 17                                  | 18                                  | 19                                  | 20                                  | 21                                  | 22                                  | 23                                  | 24                                  | 25                                  | 26                                  | 27                                  | 28                                  | 29                                  | 30                                  |
| ----------------------------------- | ----------------------------------- | ----------------------------------- | ----------------------------------- | ----------------------------------- | ----------------------------------- | ----------------------------------- | ----------------------------------- | ----------------------------------- | ----------------------------------- | ----------------------------------- | ----------------------------------- | ----------------------------------- | ----------------------------------- | ----------------------------------- | ----------------------------------- | ----------------------------------- | ----------------------------------- | ----------------------------------- | ----------------------------------- | ----------------------------------- | ----------------------------------- | ----------------------------------- | ----------------------------------- | ----------------------------------- | ----------------------------------- | ----------------------------------- | ----------------------------------- | ----------------------------------- | ----------------------------------- | ----------------------------------- |
| États-Unis                          | 1                                   | 3                                   | 4                                   | 3                                   | 3                                   | 10                                  | 10                                  | 12                                  | 16                                  | 14                                  | 15                                  | 16                                  | 18                                  | 23                                  | 15                                  | 22                                  | 32                                  | 28                                  | 32                                  | 27                                  | 30                                  | 38                                  | 44                                  | 41                                  | 42                                  | 48                                  | 58                                  | 56                                  | 49                                  | 62                                  |
| Royaume-Uni                         | 41                                  | 64                                  | 74                                  | 76                                  | 73                                  | 87                                  | 71                                  | 57                                  | 42                                  | 35                                  | 27                                  | 17                                  | 10                                  | 10                                  | 10                                  | 15                                  | 23                                  | 21                                  | 24                                  | 36                                  | 51                                  | 60                                  | 62                                  | 81                                  | 94                                  | 72                                  | 85                                  | 116                                 | 171                                 | (Re)182                             |
| France                              | 18                                  | 26                                  | 31                                  | 47                                  | 58                                  | 72                                  | 67                                  | 85                                  | 99                                  | 112                                 | 129                                 | 116                                 | 112                                 | 142                                 | 123                                 |                                     |                                     |                                     |                                     |                                     |                                     |                                     |                                     |                                     |                                     |                                     |                                     |                                     |                                     |                                     |
| Suite                               |                                     |                                     |                                     |                                     |                                     |                                     |                                     |                                     |                                     |                                     |                                     |                                     |                                     |                                     |                                     |                                     |                                     |                                     |                                     |                                     |                                     |                                     |                                     |                                     |                                     |                                     |                                     |                                     |                                     |                                     |
| Semaine                             | 31                                  | 32                                  | 33                                  | 34                                  | 35                                  | 36                                  | 37                                  | 38                                  | 39                                  | 40                                  | 41                                  | 42                                  | 43                                  | 44                                  | 45                                  | 46                                  | 47                                  | 48                                  | 49                                  | 50                                  | 51                                  | 52                                  | 53                                  | 54                                  | 55                                  | 56                                  | 57                                  | 58                                  | 59                                  | 60                                  |
| États-Unis                          | 67                                  | 92                                  | 93                                  | 98                                  | 99                                  | 104                                 | 93                                  | 117                                 | 126                                 | 147                                 | 142                                 | 176                                 | 180                                 | 155                                 | 141                                 | 130                                 | 139                                 | 137                                 | 123                                 | 122                                 | 121                                 | 124                                 | 142                                 | 162                                 | 165                                 | 187                                 | 190                                 | 189                                 | 200                                 |                                     |
| Royaume-Uni                         | 169                                 | 192                                 |                                     |                                     |                                     |                                     |                                     |                                     |                                     |                                     |                                     |                                     |                                     |                                     |                                     |                                     |                                     |                                     |                                     |                                     |                                     |                                     |                                     |                                     |                                     |                                     |                                     |                                     |                                     |                                     |